# كين ليمان
كين ليمان (بالإنجليزية: Ken Lehmann)‏ هو لاعب كرة القدم الكندية أمريكي، ولد في 13 يناير 1942 في لويفيل في الولايات المتحدة.